# Eskişehir (provincie)
Eskişehir is een provincie in Turkije. De provincie is 13.904 km² groot en heeft 706.009 inwoners (2000). De hoofdstad is het gelijknamige Eskişehir.

## Bestuurlijke indeling

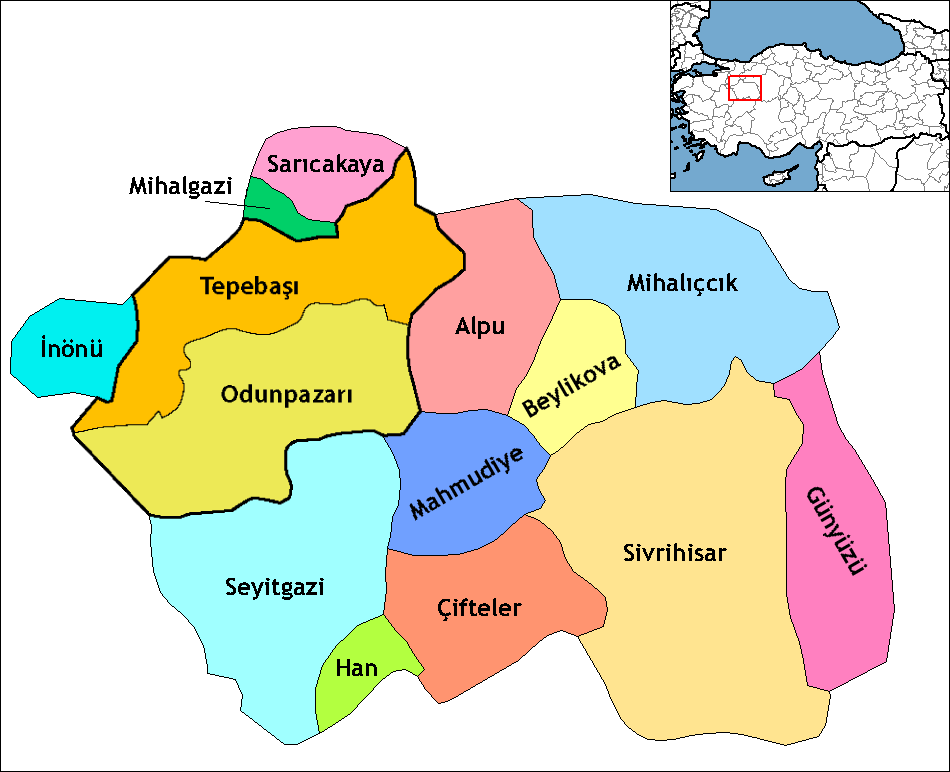
Districten van Eskişehir

### Districten
De provincie bestaat uit de volgende 13 districten:
| - Alpu - Beylikova - Çifteler - Eskişehir (Odunpazarı en Tepebaşı) | - Günyüzü - Han - İnönü - Mahmudiye - Mihalgazi | - Mihalıççık - Sarıcakaya - Seyitgazi - Sivrihisar |